# Aristolochia yalaensis
Aristolochia yalaensis là một loài thực vật có hoa trong họ Aristolochiaceae. Loài này được Phuph. mô tả khoa học đầu tiên năm 2006.